# María Jacinta Xón Riquiac
María Jacinta Xón Riquiac (Chichicastenango) es una antropóloga maya quiché de origen guatemalteco y activista por los derechos indígenas.

## Biografía
Xón Riquiac estudió historia en la Universidad de San Carlos de Guatemala con el apoyo de la Ford Foundation (Fundación Ford), recibió un máster en Historia de la Ciencia por la Pontificia Universidad Católica de São Paulo.
Ha sido representante de los pueblos indígenas de Guatemala en algunos eventos internacionales. Xón Riquiac aparece como una de las cincuenta mujeres guatemaltecas “writing history” (escribiendo historia) del libro Entre Chapinas (2020).

## Activismo e investigación
Descrita como una “feminista maya”, Xón Riquiac investiga la cultura guatemalteca contemporánea desde un punto de vista interseccional, anticapitalista y feminista.
Tituló su tesis de 2004 como Lo Maya como Identidad Política en Mujeres Indígenas y ha permanecido como un interés clave en la investigación. Xón Riquiac ha incidido en la importancia de la ropa en las comunidades mayas, particularmente en cómo los diseños tradicionales son tanto preservados como modernizados; ella afirma que la indumentaria aporta un sentido estable de la identidad, especialmente para las mujeres. Xón Riquiac viste de huipil y corte (una falda tradicional). Su interés en los textiles contemporáneos la ha llevado también a convertirse en una crítica del arte contemporáneo relacionado con la costura y los textiles de la cultura indígena, de trabajos como los del artista zutuhil, Antonio Pichillá. Ella participó, a su vez, en exposiciones de arte.
Xón Riquiac ha escrito sobre el daño de la “otredad” y los estereotipos en la cultura guatemalteca contemporánea que persisten a pesar de las promesas de respeto a los indígenas establecidos en los Acuerdos de Paz de 1996. Sostiene que las mujeres indígenas son las más afectadas por sus limitadas oportunidades educativas y económicas.
Otro de sus intereses de investigación es la compleja relación entre el Estado, los grupos y normas culturales dominantes, y la cultura y creencias indígenas. Informando sobre un conflicto de 2014 en el que una comunidad zutuhil/quiché quería eliminar a una comunidad judía ultraortodoxa de San Juan la Laguna, Xón Riquiac argumenta que las acciones del gobierno y las acusaciones de racismo, antisemitismo e intolerancia religiosa, no tuvieron en cuenta las circunstancias específicas de este conflicto, perpetuaron estereotipos racistas y antiindígenas y priorizaron los derechos de la comunidad ultraortodoxa sobre los de la comunidad indígena. Su informe histórico sobre los lencas fue presentado como evidencia en el juicio sobre la construcción de la presa de Agua Zarca, en la cual también ejerció como perito judicial.
Xón Riquiac desafía las nociones percibidas de empirismo en la antropología, que tradicionalmente situaban a los forasteros como observadores más conocedores y científicos que los miembros de la cultura bajo observación. Ella también estudia el campo académico de los estudios indígenas propiamente dichos.

## Turismo
Xón Riquiac ha establecido “El proyecto Tux Cocina Gourmet de Origen”, un programa de turismo ético, proyecto de investigación académica y restaurante que promueve la comida maya prehispánica y preindustrial. En una entrevista de 2020 dijo “Nuestro objetivo es fortalecer la epistemología indígena, reconociendo la ciencia de las mujeres indígenas en la preparación de alimentos y tanto su opresión como su resistencia en los espacios domésticos”.